# Eeyeekalduk
Na mitologia inuit Eeyeekalduk é o deus da medicina e da saúde. Vive nas pedras e é considerado perigoso olhar diretamente para ele, pois é capaz tanto de dar como de retirar saúde através da visão.